# Maskineri
Maskineri är ett musikalbum av det norska omparockbandet Kaizers Orchestra som släpptes den 18 februari 2008. Albumet spelades in i Berlin under november och december 2007.
Den första singeln från albumet är spåret "Enden av november", som bandet släppte på sin MySpacesida den 17 december 2007.

## Låtlista
1. "Moment" - 2:54
2. "Apokalyps meg" - 4:26
3. "Den andre er meg" - 4:14
4. "Bastard sønn" - 3:57
5. "Maskineri" - 4:07
6. "Toxic blod" - 2:58
7. "9 mm" - 3:10
8. "Volvo i Mexico" - 3:16
9. "Enden av november" - 4:22
10. "Med en gong eg når bånn" - 4:09
11. "Kaizers 115. drøm" - 3:17
12. "Ond sirkel" - 2:23

iTunes Store-bonuslåt:
- "Du og meg, Lou"